# Wygnanów (Łoniów)
Wygnanów – część wsi Łoniów w Polsce, położona w województwie świętokrzyskim, w powiecie sandomierskim, w gminie Łoniów.
W latach 1975–1998 Wygnanów administracyjnie należał do województwa tarnobrzeskiego.